# Onze-Lieve-Vrouw van Zeven Smartenkerk (Merksem)

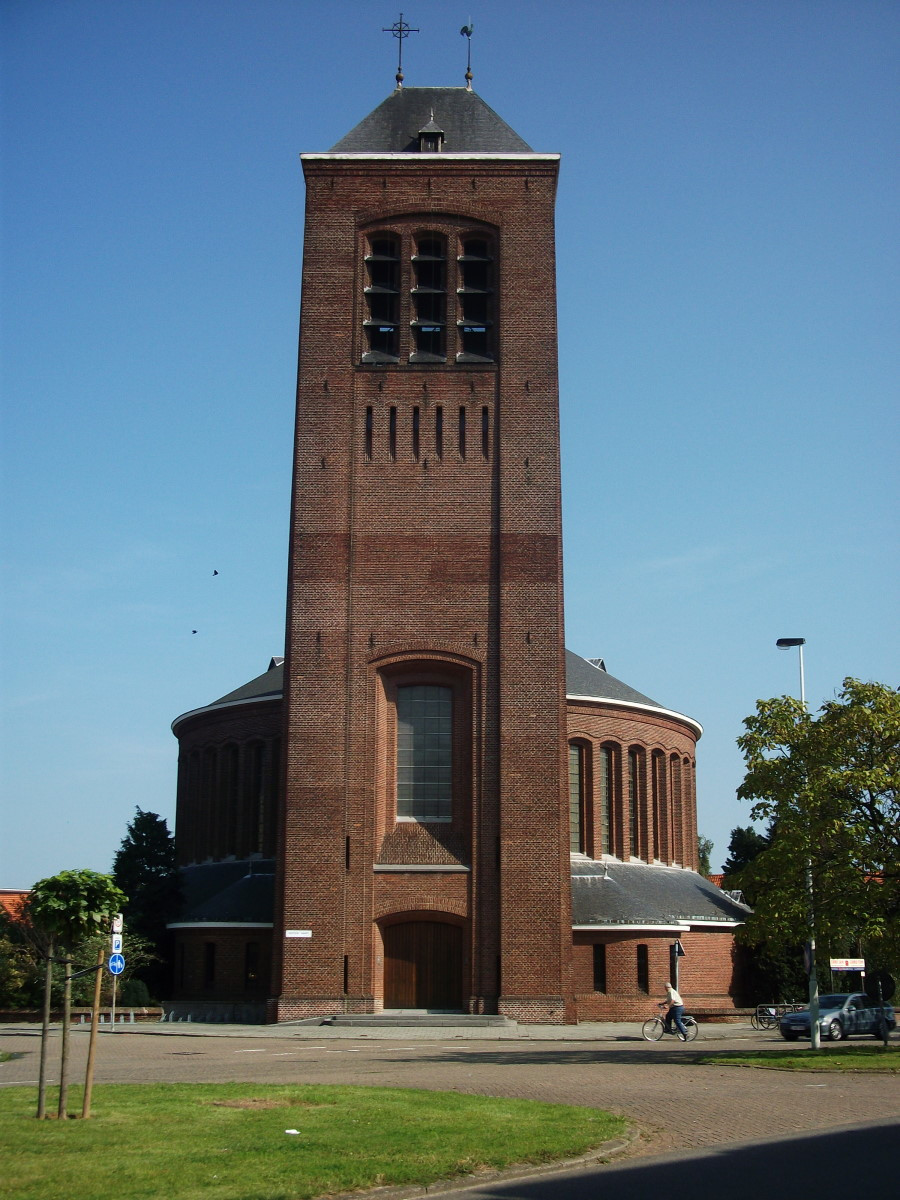
Onze-Lieve-Vrouw van Zeven Smartenkerk

De Onze-Lieve-Vrouw van Zeven Smartenkerk of kortweg: Onze-Lieve-Vrouw van Smartenkerk is een parochiekerk in de tot de gemeente Antwerpen behorende plaats Merksem, gelegen aan de Pastoor Bampsstraat 2.
De parochie werd in 1923 opgericht en lange tijd kerkte men in een noodkerk. Pas in 1957-1959 werd een definitieve kerk gebouwd naar ontwerp van Joseph Louis Steynen.
De kerk is naar het noordoosten georiënteerd en het is een cirkelvormige zaalkerk, in baksteen uitgevoerd. Om de kerkzaal is een gaanderij. Er is een voorgebouwde zuidwesttoren en, terwijl de kerkruimte gematigd modern oogt, werd de toren in meer traditionalistische stijl uitgevoerd.